# KOI-3010
KOI-3010, também conhecida como KIC 3642335, é uma estrela localizada a cerca de 1.250 anos-luz de distância a partir da Terra. Esta estrela é notável por possivelmente hospedar um exoplaneta, o KOI-3010.01, que se for confirmado o planeta tem grandes chances de ser habitável.